# Gymnodactylus geckoides
Espèce
Synonymes
- Cyrtodactylus spixii Gray, 1831
- Gecko gymnodactylus Schinz, 1833
- Gonyodactylus spinulosus Fitzinger, 1843

Gymnodactylus geckoides est une espèce de geckos de la famille des Phyllodactylidae.

## Répartition
Cette espèce est endémique du Brésil. Elle se rencontre dans les États du Ceará, de Goiás, de Bahia, du Pernambouc, d'Alagoas, du Sergipe, d'Espírito Santo, de Rio de Janeiro, de São Paulo, du Paraíba et du Minas Gerais. Sa présence est incertaine à Trinité.

## Publication originale
- Spix, 1825 : Animalia nova sive species nova lacertarum quas in itinere per Brasiliam annis MDCCCXVII-MDCCCXX jussu et auspicius Maximiliani Josephi I Bavariae Regis suscepto collegit et descripsit Dr J. B. de Spix, p. 1-26 (texte intégral).